# Feu sur le candidat
Pour plus de détails, voir Fiche technique et Distribution.
Feu sur le candidat est un film français réalisé par Agnès Delarive, sorti en 1990.

## Synopsis
Un industriel se lance dans la politique et veut négocier  l'échange de ses 5 % de voix au premier tour des présidentielles contre une promesse de ministère. Ses concurrents décident de l'éliminer physiquement. 

## Fiche technique
- Titre : Feu sur le candidat
- Réalisateur : Agnès Delarive, assisté de Laurent Herbiet
- Scénario : Agnès Delarive et Didier Van Cauwelaert
- Photographie : Yves Rodallec
- Montage : Nicole Gauduchon
- Musique : Carlo Savina
- Décors : Gérard Viard
- Son : Bernard Bats
- Pays de production :  France |  Italie
- Durée : 87 minutes (1 h 27)
- Date de sortie 
  - France : 4 juillet 1990

## Distribution
- Michel Galabru : Robert Cavaillon
- Giuliana De Sio : Clara / Alix
- Patrick Chesnais : Jean-Marcel Mazzetti
- Françoise Dorner : Marie Diane
- Bernard Le Coq : Commissaire Pierre Tamard
- Franck de la Personne : David
- Judith Magre : Huguette Cavaillon
- Paulette Dubost : Mlle Martinot
- Michel Beaune : le ministre
- Jacques Duby : Jacky Larivière
- Michel Peyrelon : le contact "cure-dents"
- Sylvie Genevoix : la speakerine TV
- Henri Marque : le journaliste RTF
- Gérard Rinaldi : le flic RTL
- Annie Jouzier : la journaliste TV
- Philippe Baronnet : un journaliste
- Max Vialle : Boulomieux
- Floriane Blitz : la secrétaire agence
- Daniel Breton : le Polonais
- Jean-Marie Chevret : le chef sondeur
- Cédric Colas : le chasseur hôtel
- Gwendola de Luze ; la maquilleuse TV
- Isabelle Duby : l'attachée de presse
- Michel Feder : le garçon café
- Xavier Garnault : l'élève
- Hervé Hiolle : le directeur de l'agence
- Jacques Le Carpentier : le camionneur
- Marquis Pauwels : le chef sécurité
- Pierre Londiche : le PDG Jolly Food
- Jean-Philippe Puymartin : le directeur R.P.Jolly Food
- Alain Rimoux : le médecin
- Olivier Saladin : le taxi
- Pierre Tessier : le bon élève
- Gilles Veber : Hugues Cavaillon
- Patrick Zard : le concierge de l'hôtel